# جوجل ألو
جوجل ألو (بالإنجليزية: Google Allo) كان تطبيقا للمراسلة الفورية من جوجل لأنظمة تشغيل الهواتف المحمولة التي تعمل بنظامي أندرويد و iOS ، مع وجود عميل ويب متاح على جوجل كروم وفايرفوكس و Opera.
استخدم التطبيق أرقام الهواتف كمعرفات، مما يسمح للمستخدمين بتبادل الرسائل والملفات والملاحظات الصوتية والصور. وقد تضمن مساعدا افتراضيا أنشأ اقتراحات للرد التلقائي ووضع تشفير اختياري يعرف باسم وضع التصفح المتخفي. يمكن للمستخدمين أيضا تغيير حجم الرسائل وإضافة رسومات الشعار المبتكرة والملصقات على الص
ور قبل إرسالها.

## وصلات خارجية
- الموقع الرسمي